# Gornje Biljane
Gornje Biljane je malo selo u Ravnim kotarima, administrativno u sastavu grada Benkovca. Za vrijeme Domovinskog rata selo je bilo uništeno i spaljeno. Danas u selu živi nekoliko stanovnika srpske nacionalnosti. Selo se počelo obnavljati, ali proces povratka prijeratnog stanovništva usporen. 

## Stanovništvo
| broj stanovnika | 289   | 323   | 328   | 343   | 365   | 442   | 523   | 605   | 735   | 793   | 977   | 992   | 1027  | 1056  | 59    | 170   | 173   |
|                 | 1857. | 1869. | 1880. | 1890. | 1900. | 1910. | 1921. | 1931. | 1948. | 1953. | 1961. | 1971. | 1981. | 1991. | 2001. | 2011. | 2021. |

## Poljoprivreda
Ovo selo nalazi se u Ravnim kotarima, gdje je zemlja vrlo plodna, pa je bavljenje poljoprivredom glavna gospodarska djelatnost.

## Kultura
U selu se nalazi pravoslavna crkva Svetog Georgija (1537.).

## Sport
U selu je do 1995. godine postojao nogometni klub Mladost